# Les Petites Vacances
Pour plus de détails, voir Fiche technique et Distribution.
Les Petites Vacances est un film français réalisé par Olivier Peyon, sorti en 2006.

## Fiche technique

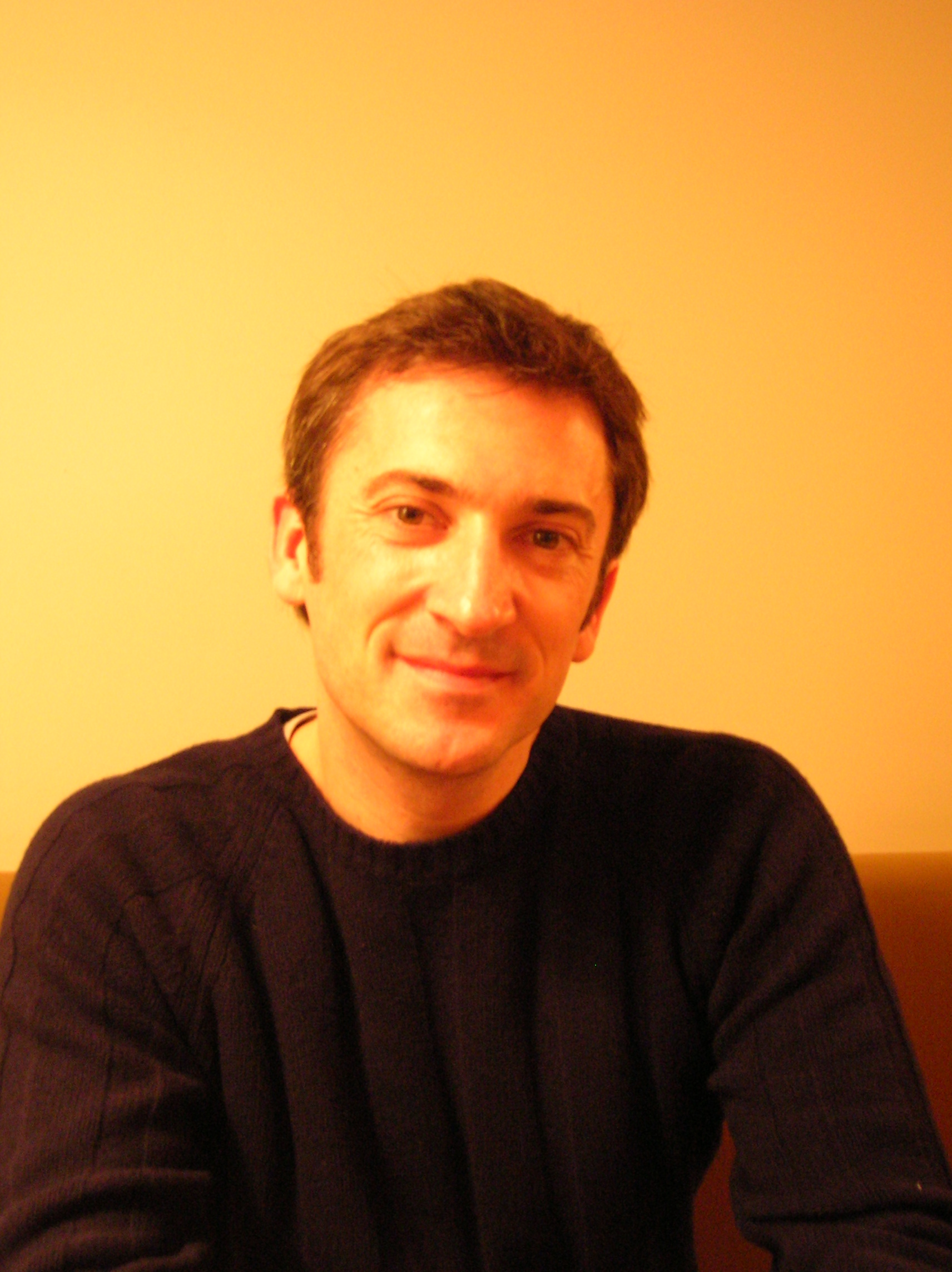
Olivier Peyon en 2007, lors d'une conférence de presse pour Les Petites vacances.

- Titre original : Les Petites Vacances
- Titre anglais : Stolen Holidays
- Réalisation : Olivier Peyon
- Scénario : Cyril Brody et Olivier Peyon avec la collaboration de Gladys Marciano
- Production : Gérard Lacroix, Gérard Pont, Edgard Tenembaum
- Musique : Jérôme Baur
- Photographie : Alexis Kavyrchine
- Montage : Fabrice Rouaud
- Décors : Mathieu Menut
- Pays d'origine :  France
- Langue originale : français
- Format : couleur — 35 mm
- Genre : drame
- Durée : 90 minutes
- Dates de sortie :
  - États-Unis : 12 octobre 2006 (Festival de Mill Valley)
  - France : 21 janvier 2007 (Festival d'Angers) ; 24 janvier 2007 (sortie nationale)

## Distribution
- Bernadette Lafont : Danièle
- Adèle Csech : Marine
- Lucas Franchi : Thomas
- Claude Brasseur : l'inconnu du palace
- Claire Nadeau : Nicole
- Éric Savin : Éric
- Benjamin Rolland : Stéphane
- Jocelyne Desverchère : la jeune mariée
- Béatrice Chéramy : Dominique
- Mireille Roussel : Véronique
- Pierre Pradinas : le gendarme
- Jérémy Stone : Romain

## Distinctions
- Trophée du premier scénario, décerné par le Centre national de la cinématographie
- Sélection en compétition au Festival international du film de Mannheim-Heidelberg 2006